# 鉛筆部隊
鉛筆部隊（えんぴつぶたい）は、太平洋戦争中の1944年に、教員であった柳内達雄が集団疎開中の学童のグループに対して付けた名称。特別攻撃隊員との交流によりその名が知られる。

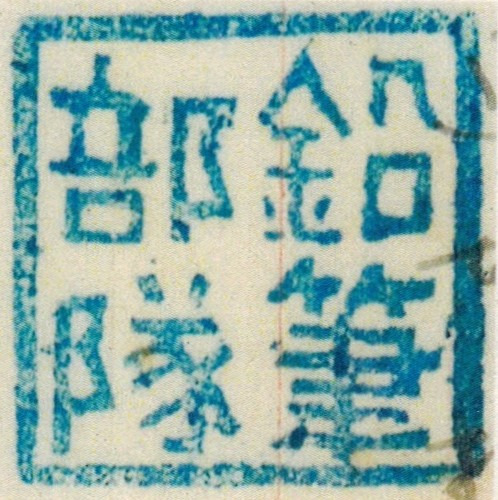
鉛筆部隊の隊員が出した手紙に押印されていたもの

## 経緯
1944年8月12日、東京都世田谷区の代沢国民学校（現・世田谷区立代沢小学校）は長野県松本市外の浅間温泉に疎開し、6箇所の旅館に分宿する。その一つが千代の湯旅館で、柳内が受け持ちであった。 柳内は学童に対し、「今日から君たちは銃後の守りに就いた、それで君たちを鉛筆部隊と名付ける。君らは武器を持って闘えない。が、鉛筆を持って闘うことはできる。これからは鉛筆を持ってどんどん日記を書き、お父さん、お母さんを励ます手紙を書きなさい。それが君たちの任務だ。」と訓示した。
1945年2月下旬、この旅館に6人の特攻隊員が現れた。陸軍の今野勝郎軍曹、出戸(でと)栄吉軍曹、時枝宏軍曹、嶋田貫三軍曹、今西修軍曹、大平定雄伍長である。彼らは誠第32飛行隊（武剋隊）隊員であった。その後1月あまり、隊員は学童たちと生活をともにし、一緒に遊んだり、時に演芸会をしたりして絆を深めた。1945年3月下旬まず、今野、出戸、嶋田、今西、大平の5人が先発隊として陸軍松本飛行場を飛び発った。そして広森達郎隊長率いるこの隊は、3月27日未明、沖縄中飛行場から飛び発ち慶良間諸島沖に展開する米軍艦船に特攻突撃をして亡くなった。さらに遅れて松本を発った時枝は、後半隊として4月3日夕刻、九州の新田原飛行場から飛び発ち沖縄へ特攻突撃を敢行し亡くなった。5月になって隊員が特攻出撃時に書いた手紙が3通（今西軍曹、今野軍曹、五来軍曹）、学童のもとに届く。今野の手紙には「鉛筆部隊の諸君」と書き出され、「皆さんがこの便りをみているころは、兵隊さんはこの世の人ではありません。つぎの世を背負うみなさん方がいるので、喜んで死んでいけます」とあった。この手紙の一通は時枝宏軍曹が武揚隊の五来末義軍曹に託した伝言が記されていた。これらの経緯は、当時朝日新聞社が刊行していた『週刊少国民』第4巻18号に記述されている。またこの手紙から武剋隊と兄弟隊の武揚隊が浅間温泉の富貴の湯旅館に滞在していることがわかった。ここに疎開していたのは世田谷の東大原国民学校（現・世田谷区立東大原小学校）の学童で、彼らの証言から学徒兵の遺書を集めた遺稿集『きけ わだつみのこえ』に手記が掲載された長谷川信少尉がいたことが確認された。学童らと親しく交わっていたことも判明した。

## 事績の紹介
鉛筆部隊にまつわる話は、きむらけんの著書『鉛筆部隊と特攻隊－もう一つの戦史－』（2012年）にまとめられている。きむらは書籍化する前に個人のブログでこの事績を紹介した。そのことがきっかけで多くの情報が集まってきたと、後述するテレビ番組にて言及している。
- 2013年3月27日に『ラジオ深夜便』の「明日へのことば」[4]で、2015年8月13日にフジテレビジョンの『奇跡体験!アンビリバボー』において「悲しき戦争の記録★鉛筆で戦った子どもたち」のタイトルで[3]で、「鉛筆部隊」のことが紹介された。
- 2017年3月、『僕のお嫁さんになってね』－特攻隊と鉛筆部隊の子供たち－という題で童話化された[5]。
- 2018年9月16日、下北沢、世田谷カトリック教会で「Opera鉛筆部隊と特攻隊」（きむらけん脚本）が北沢川文化遺産保存の会主催で上演された。
- 2019年4月6日~6月3日、知覧特攻平和会館　企画展「子どもたちが見た戦争」　この第２テーマが「鉛筆部隊と特攻隊」で鉛筆部隊の手紙が展示された。
- 2019年8月31日 テレビ信州　 9時30分～10時25分 ドキュメンタリー番組「鉛筆部隊 “あした”を描いた子供たち」が放映。

### 新たな資料の確認
「鉛筆部隊」の逸話が世に出ることで、あらたに存在が確認された資料として以下のものがある（アルファベットは「鉛筆舞台」参加者のイニシャル）
1. YT資料：2009年1月、山梨縣護國神社の骨董市で古手紙の束を山梨県笛吹市在住の男性が購入した[6]。この手紙の多くに「鉛筆部隊」と判子が押されていた。鉛筆部隊のY.Tの手紙の束である。男性は疎開資料として貴重なことから松本市立博物館に寄贈した。
2. HT資料：2013年3月、長野県安曇野市在住の男性から資料の存在を知らされた。確認すると武剋隊の兄弟隊武揚隊（誠第31飛行隊）の隊員11名が浅間温泉を発つ前に書き残した遺墨及び遺影とわかった。これは2013年夏に松本市立博物館で開催された「戦争と平和展」で展示された[7]。
3. KH資料：『ラジオ深夜便』で「疎開児童の見た特攻隊」が放送された際、資料情報を呼び掛けたところ神奈川県川崎市在住の女性(K.H)から応答があった。浅間温泉に疎開していたときに特攻隊隊員から取得した遺墨や手紙などで、誠第32飛行隊の佐藤正軍曹からのものだった。これは2016年夏に松本市立博物館で開催された「戦争と平和展」で展示された[8]なお、これら資料は、きむらけんによって博物館に寄贈された。
4. TH手記：『鉛筆部隊』を読んだ徳島県小松島市在住の男性（誠第31飛行隊の隊長山本薫中尉の甥）からの知らせで、誠第31飛行隊の特攻までの経過を記した手記が見つかった[9]。

『鉛筆部隊と特攻隊』を契機として判明した資料を基に、きむらけんはさらに3冊の書籍を上梓した（「関連文献」節を参照）。これらによって陸軍松本飛行場に沖縄攻撃に向かう特攻機が数多く飛来してきたことが明らかになった。特に満州国新京市で発足した誠第31飛行隊（武揚隊）、誠第32飛行隊（武剋隊）の詳しい動静が判明した。二隊は当初陸軍各務原飛行場で特攻機としての整備（爆装改修）を行う予定だったが、名古屋空襲が激しく、急遽内陸部の陸軍松本飛行場での整備に変更した結果飛来した。

## 関連文献
いずれもきむらけんによる。
- 『鉛筆部隊と特攻隊－もう一つの戦史－』彩流社、2012年　ISBN 978-4-7791-1799-2
- 『特攻隊と〈松本〉褶曲山脈: 鉛筆部隊の軌跡』彩流社、2013年　ISBN　978-4779119118
- 『忘れられた特攻隊: 信州松本から宮崎新田原出撃を追って』彩流社、2014年　ISBN　978-4779120350
- 『と号第三十一飛行隊（武揚隊）の軌跡』 えにし書房、2017年 ISBN 978-4908073458
- 改訂新版『鉛筆部隊と特攻隊 近代戦争史哀話』えにし書房、2019年 ISBN 978-4908073700